# 第三代什魯斯伯里伯爵貝萊姆的羅貝爾
第三代什鲁斯伯里伯爵罗贝尔·德·贝莱姆（英文Robert de Bellême, 3rd Earl of Shrewsbury，1052年—1130年以后），也被拼写成Belleme或者Belesme，是一位盎格鲁-诺曼贵族。在征服者威廉的儿子们为继承英格兰和诺曼底而进行的角逐中，罗贝尔是最举足轻重的人物之一。他也以蒙哥马利的罗贝尔二世、贝莱姆领主（Robert II de Montgommery, seigneur of Bellême）之名为人所知。
罗贝尔是蒙哥马利的罗杰，第一代什鲁斯伯里伯爵和贝莱姆的梅布尔（Mabel of Bellême）的长子。

## 早期生涯
罗贝尔第一个值得注意到举动是作为一个年轻人参加了年轻的罗贝尔·柯索斯于1077反对他父亲征服者威廉的叛乱。许多其他和他同一代的诺曼贵族都参与进来。叛乱被镇压，参与者们被赦免了。威廉命令将其军队派往有影响力的男爵的城堡，这样可以使未来发动叛乱变得更加困难。
罗贝尔的母亲梅布尔(Mabel)于1082被杀害，因此罗贝尔继承了她的地产，这些土地延伸穿过诺曼底和曼恩之间多山的边界地区。因为这个早先的遗产，贝莱姆的罗贝尔这个名称比蒙哥马利的罗贝尔更为人所知。
征服者威廉于1087年逝世，得到消息后罗贝尔的第一个举动是从他的城堡里驱逐了公爵的驻军。罗贝尔·柯索斯是新的诺曼底公爵，但他并不能维持秩序，贝莱姆的罗贝尔可以不受约束的攻击他那些实力弱小的邻居。

## 1088年叛乱
在次年发生的1088年叛乱中，巴约的厄德发动叛乱，试图让柯索斯获得英国的王位以取代威廉·鲁夫斯。在柯索斯的请求下罗贝尔前往英格兰，在那里他加入了叛乱者对罗彻斯特城堡的防御。在叛乱失败并交出城堡以后，叛乱者被允许离开。
罗贝尔返回了诺曼底。厄德在他之前取得了公爵的信任并使柯索斯相信罗贝尔是公国安全的一个威胁。因此罗贝尔在他登录的时候被逮捕并囚禁。（公爵的弟弟亨利在同一条船上，也被逮捕。）
罗贝尔的父亲罗杰伯爵从英格兰赶来，并控制了他儿子的城堡，公开反抗柯索斯。公爵夺取了其中几座城堡，但他很快对此事感到厌烦并且释放了罗贝尔。
一被释放，罗贝尔就回到他对诺曼底南部的邻居们的战争和掠夺中去了。在一场由鲁昂市民发动的叛乱中，罗贝尔帮助科索斯进行镇压，但他的主要目的似乎是尽可能多的抢劫富有的市民和他们的货物。后来在罗贝尔对他的邻居的一些站斗中，科索斯帮助了他。
1094年，罗贝尔最重要的城堡之一东弗龙（Domfront），被公爵的兄弟亨利（后来英格兰的亨利一世）所控制，亨利绝不放弃城堡并且成为罗贝尔余生中的敌人。
同年（1094年）稍后时候，罗贝尔的父亲罗杰伯爵逝世。罗贝尔的弟弟休（
蒙哥马利的休，第二代什鲁斯伯里伯爵）继承了英国的土地和头衔，同时罗贝尔继承了父亲在诺曼底的财产，包括在中部和南部诺曼底的富裕地区，其中一部分靠近他已经从母亲处继承的贝莱姆领地。
1098年，罗贝尔的弟弟休死去，罗贝尔继承了父亲原有的英国财产，包括阿伦德尔雷普（雷普是一种萨塞克斯区划名称）和什鲁斯伯里伯爵爵位。
罗贝尔作为巨头之一和他的兄弟波伊特文的罗杰（Roger the Poitevin）、蒙哥马利的阿努尔夫、侄子莫尔坦的威廉加入了罗贝尔·科索斯1101年对英格兰的入侵。这次以废黜亨利一世为目的入侵，最终以签订奥尔顿条约告终。该条约要求赦免参与者，但是同意叛国者将被惩罚。亨利在1102年对罗贝尔发出了一连串的控告，当罗贝尔拒绝就此进行答复时，亨利集结军队围困并占领了罗贝尔在英国的城堡。罗贝尔失去了他在英国的土地和头衔（像他的兄弟们一样），被从英格兰驱逐回了诺曼底。
罗贝尔作为科索斯的指挥官之一参加了坦什布赖（Tinchebrai）战役，他从战场逃走，避免像科索斯一样被抓住。尽管诺曼底现在被亨利统治，罗贝尔表示服从并被允许保留他的诺曼底封地。但罗贝尔后来多次合谋和计划使科索斯获得自由，他在1112年被逮捕和囚禁。罗贝尔的余生都在监狱中度过，他准确的死亡时间并不确定。

## 家庭和子女
罗贝尔娶蓬蒂厄（Ponthieu）的艾格尼丝为妻，他们有一个孩子，蓬蒂厄的威廉三世，他通过母亲继承了蓬蒂厄伯爵领地。